# Сагатов, Куркмас Сагатович
Куркмас Сагатович Сагатов (узб. Qoʻrqmas Sagatovich Sagatov; род. 11 апреля 1938, Ташкент, Узбекская ССР) — советский, узбекский артист балета, педагог, балетмейстер. Заслуженный артист Каракалпакской АССР (1974), Заслуженный педагог Узбекистана, Заслуженный деятель искусств Узбекистана, художественный руководитель Государственной Академии хореографии Узбекистана. Член КПСС с 1974.
С 1956, по окончании Ташкентского хореографического училища (его педагоги Л. А. Засс и М. С. Собо), танцевал в театре им. Навои. Исполнитель характерных и гротесковых партий: Шут ("Лебединое озеро", "Золушка"), Санчо Панса, Нурали; Учитель фехтования и Трубадур ("Дон Жуан" Фейгина) и др. С 1958 педагог (в 1968–75 и с 1978 – художественный руководитель Ташкентского хореографического училища - Государственной Академией хореографии Узбекистана), в 1975–78 – художественный руководитель балетной труппы.
Учился в Ташкентском хореографическом училище. С 1956 года — в труппе ГАБТ им. А. Навои.
В 1958 году стал педагогом Ташкентского хореографического училища, много лет был его художественным руководителем. Среди учеников Сагатова — В. Муравлёв и Д. Корсунцев.
Кроме того, возглавлял балетную труппу ГАБТ им. А. Навои.